# Нитрозил-хлорид
Нитрозил-хлорид је хемијско неорганско једињење хемијске формуле ClNO.

## Структура молекула
Иако се формула врло често пише NOCl, структура се боље приказује формулом ONCl. Између N и  постоји двострука веза (раздаљина = 1,16 Å), а између N и  постоји једнострука (раздаљина = 1,69 Å). Угао који заклапају O-N-Cl износи 113°.

## Добијање
Може се добити на више начина:

1. реакцијом азот-моноксида и хлора на обичној температури, уз дрвени угаљ као катализатор:
{\displaystyle \mathrm {2NO+Cl_{2}\longrightarrow 2\;NOCl} }
2. реакцијом фосфор-пентахлорида и калијум-нитрита:
{\displaystyle \mathrm {PCl_{5}+KNO_{2}\longrightarrow \;KCl+POCl_{3}+NOCl} }
3. у царској води:
{\displaystyle \mathrm {HNO_{3}+3HCl\longrightarrow \;NOCl+Cl_{2}+2H_{2}O} }

## Физичка и хемијска својства
То је наранџастожут гас, који се претвара у црвенкасту течност на температури од -5,5 °C, а при -65 °C гради кристале лимун-жуте боје. Реагује са водом градећи киселине:
Такође, реагује са живом градећи меркурохлорид и азот-моноксид, а гради и двогуба једињења као што је .